# 秋桜賞
秋桜賞（あきざくらしょう）は愛知県競馬組合が名古屋競馬場で施行する地方競馬の重賞（SPI）競走である。競走名は英語でコスモスを意味する秋桜から。中京スポーツが優勝杯を提供しており、正式名称は「中京スポーツ杯 秋桜賞」。

## 概要
2007年に名古屋競馬場のダート1800mの3歳以上牝馬のハンデキャップの西日本地区（北陸・東海・近畿・中国・四国・九州）交流重賞競走「名古屋タイムズ杯 秋桜賞」として創設される予定だったが、創設当年は馬インフルエンザ発生の影響で愛知所属馬のみによるオープン特別競走として開催された。2008年には笠松所属馬も出走可能となり、更に負担重量がハンデキャップから定量に変更された。2009年から西日本地区交流重賞競走として施行された。しかし名古屋タイムズ社が2008年10月31日の発行分をもって休刊したことにより優勝杯の提供から撤退し、名称を「秋桜賞」に変更した。2012年から中京スポーツが優勝杯を提供しており、名称が「中京スポーツ杯 秋桜賞」となっている。
2010年からは地方競馬全国交流競走となり、GRANDAME-JAPANの古馬シーズンに指定された。また、2015年現在、JBCレディスクラシックの指定競走となっている。
2018年は「中京スポーツ創刊50周年記念杯」の名を冠して施行。2022年は名古屋競馬場の移転に伴いダート1500mとなったが、翌2023年にダート1700mに距離が延長された。
2023年からHITスタリオンシリーズに指定されている。対象種牡馬は2023年がタイセイレジェンド、2024年がヴェラアズール。

### 条件・賞金（2024年）
出走条件
サラブレッド系3歳以上牝馬、全国地方交流であり、他地区所属馬の出走枠は5頭以下と定められている。
- 第10回名古屋競馬A級1a組競走の2着内のうちの牝馬上位1頭と、撫子争覇の優勝馬に優先出走権がある。

負担重量
別定。3歳54kg、4歳以上56kg。
賞金額
1着800万円、2着280万円、3着160万円、4着120万円、5着80万円、着外8万円。
副賞
中京スポーツ賞、（一社）JBC協会賞［ヴェラアズール号の種付権利］、東海地方公営競馬協議会会長賞、愛知県競馬組合管理者賞、開催執務委員長賞。

## 歴史
- 2007年 - 名古屋競馬場ダート1800mの3歳以上牝馬によるハンデキャップの西日本地区（北陸・東海・近畿・中国・四国・九州）交流重賞競走「名古屋タイムズ杯 秋桜賞」として創設。但し、この年は馬インフルエンザ発生の影響で愛知所属馬のみによるオープン特別競走として施行[2][3]。
- 2008年
  - 負担重量を定量に変更（負担重量は54kgに設定）。
  - 愛知の今津勝之が調教師として史上初の連覇。
- 2009年
  - 名古屋タイムズ社が優勝杯の提供から撤退し、名称を「秋桜賞」に変更。
  - 負担重量を54kgから55kgに変更。
- 2010年
  - この年から地方競馬全国交流競走として施行され、出走条件を「サラブレッド系3歳以上牝馬の地方所属馬」に変更。
  - GRANDAME-JAPAN・古馬シーズンに指定。
- 2012年 - 中京スポーツが優勝杯を提供し、名称を現在の「中京スポーツ杯 秋桜賞」に変更。
- 2013年 - 施行距離をダート1400mに変更。
- 2022年 - 名古屋競馬場の移転に伴い、施行距離をダート1500mに変更。
- 2023年
  - 施行距離をダート1700mに変更[6]。
  - HITスタリオンシリーズに指定される。

### 歴代優勝馬
全てダートコース。2021年までは旧・名古屋競馬場、2022年からは現・名古屋競馬場での施行。
| 回数   | 施行日        | 距離  | 優勝馬             | 性齢 | 所属 | タイム | 優勝騎手   | 管理調教師 | 馬主                   |
| ------ | ------------- | ----- | ------------------ | ---- | ---- | ------ | ---------- | ---------- | ---------------------- |
| 第1回  | 2007年9月20日 | 1800m | ファストシャラポワ | 牝4  | 愛知 | 1:59.6 | 大畑雅章   | 今津勝之   | 芹澤精一               |
| 第2回  | 2008年10月9日 | 1800m | サチコゴージャス   | 牝3  | 愛知 | 1:58.9 | 丸野勝虎   | 今津勝之   | 大西和子               |
| 第3回  | 2009年10月2日 | 1800m | シルバーウインド   | 牝3  | 愛知 | 1:56.7 | 宇都英樹   | 藤ヶ崎一男 | （株）ジェイルハウス   |
| 第4回  | 2010年9月29日 | 1800m | エンタノメガミ     | 牝6  | 園田 | 1:58.7 | 板野央     | 中塚猛     | 菅原史博               |
| 第5回  | 2011年8月25日 | 1800m | エーシンクールディ | 牝5  | 笠松 | 1:58.1 | 岡部誠     | 伊藤強一   | 平井豊光               |
| 第6回  | 2012年9月6日  | 1800m | ロッソトウショウ   | 牝7  | 金沢 | 1:56.8 | 吉田晃浩   | 佐藤茂     | トウショウ産業（株）   |
| 第7回  | 2013年9月5日  | 1400m | ピッチシフター     | 牝3  | 愛知 | 1:27.6 | 大畑雅章   | 川西毅     | （有）グランド牧場     |
| 第8回  | 2014年9月15日 | 1400m | ピッチシフター     | 牝4  | 愛知 | 1:28.5 | 大畑雅章   | 川西毅     | （有）グランド牧場     |
| 第9回  | 2015年9月10日 | 1400m | ケンブリッジナイス | 牝5  | 船橋 | 1:29.1 | 吉原寛人   | 新井清重   | 中西宏彰               |
| 第10回 | 2016年9月1日  | 1400m | トーコーヴィーナス | 牝4  | 園田 | 1:29.4 | 大山真吾   | 吉行龍穂   | 森田藤治               |
| 第11回 | 2017年9月5日  | 1400m | スターインパルス   | 牝3  | 浦和 | 1:29.2 | 村上忍     | 小久保智   | 坂本順子               |
| 第12回 | 2018年9月11日 | 1400m | ディアマルコ       | 牝5  | 高知 | 1:28.6 | 佐原秀泰   | 那俄性哲也 | （有）アシスタント     |
| 第13回 | 2019年9月19日 | 1400m | ジェッシージェニー | 牝4  | 小林 | 1:28.0 | 藤田凌     | 福永敏     | 松田整二               |
| 第14回 | 2020年9月17日 | 1400m | サラーブ           | 牝5  | 大井 | 1:28.3 | 赤岡修次   | 藤田輝信   | （有）シルクレーシング |
| 第15回 | 2021年9月2日  | 1400m | グランデストラーダ | 牝5  | 大井 | 1:27.2 | 赤岡修次   | 藤田輝信   | （有）シルクレーシング |
| 第16回 | 2022年9月2日  | 1500m | ダノンレジーナ     | 牝6  | 浦和 | 1:35.8 | 本橋孝太   | 小久保智   | 酒井孝敏               |
| 第17回 | 2023年9月5日  | 1700m | ブリーザフレスカ   | 牝4  | 愛知 | 1:47.8 | 塚本征吾   | 塚田隆男   | 田口雅英               |
| 第18回 | 2024年9月5日  | 1700m | キャリックアリード | 牝5  | 大井 | 1:46.3 | 御神本訓史 | 藤田輝信   | （有）シルクレーシング |

#### 各回競走結果の出典
- 秋桜賞 歴代優勝馬 - 地方競馬全国協会
- JBISサーチ
  - 2007年、2008年、2009年、2010年、2011年、2012年、2013年、2014年、2015年、2016年、2017年、2018年、2019年、2020年、2021年、2022年、2023年、2024年